# Sessea
Sessea ist eine Pflanzengattung aus der Familie der Nachtschattengewächse (Solanaceae). Die Arten haben neotropische Verbreitung. Der Gattungsname ehrt den spanischen Militärarzt und Botaniker Martín Sessé y Lacasta (1751–1808).

## Beschreibung
Die Arten von Sessea sind meist 2 bis 4,5 m hohe Sträucher, manchmal aber auch Bäume, die eine Höhe von 6 bis 10 (oder seltener 25) m erreichen können. Sie sind in der Regel mit bäumchenförmig oder kandelaberartig verzweigten Trichomen besetzt. Die Laubblätter besitzen eine membranartige oder fast lederige Oberfläche. Sie sind bis zu 17 (23) × 5,5 (11) cm lang, sind lanzettlich, elliptisch, lanzettlich-elliptisch oder langgestreckt-lanzettlich geformt, sind aufsitzend oder mit kurzen (4 bis 35 mm) Blattstielen versehen.
Die Blütenstiele fehlen oder sind mit 0,8 bis 6 mm sehr kurz. Der Kelch der Blüte hat etwa 1/5 der Länge der Krone. Die fünf Kelchzähne sind gleich oder unterschiedlich geformt. Die Krone ist röhrenförmig oder leicht trichterförmig, hat eine Länge von (9) 15 bis 20 (23) mm und ist gelb, grünlich-gelb oder weiß-gelblich gefärbt. Die fünf Kronzipfel sind länglich, besitzen 1/3 bis 1/5 (1/8) der Länge der Kronröhre. Die Staubblätter stehen in der Kronröhre, sind gleich oder ungleich geformt und sind in unterschiedlicher Höhe mit der Kronröhre verwachsen. Sie sind knieförmig gebogen, fein behaart und am Verwachsungspunkt verdickt. Die Staubbeutel sind elliptisch, nierenförmig, kugelförmig oder fast kugelförmig. Die Spitze ist fein behaart. Die Pollenkörner sind mit einem Durchmesser von 30 µm mittelgroß. Es werden je Blüte sechs bis zwölf Samenanlagen gebildet.
Die Früchte sind wenigsamige Kapselfrüchte mit je (selten nur einem) vier bis acht Samen. Die Früchte sind 9 bis 25 mm lang und bestehen aus zwei Kammern, die jeweils zweispaltig sind. Die Samen sind dünn und lang, zusammengedrückt und dachziegelartig strukturiert. Sie haben eine Länge von (4) 6 bis 8 (13) mm, an beiden Enden befindet sich ein deutlich ausgeprägter enger Flügel. Der Embryo ist 2 bis 3 mm lang, die Kotyledonen sind für gewöhnlich kürzer und etwas breiter als der restliche Embryo.

## Vorkommen
Die Gattung hat eine vorwiegend neotropische Verbreitung, eine Art kommt auf Haiti vor. Die meisten der Arten sind in den Anden zwischen Kolumbien und Bolivien zu finden, nur das Verbreitungsgebiet von Sessea corymbiflora reicht bis nach Venezuela. In Brasilien sind mit Sessea regenellii, Sessea brasiliensis und Sessea vestioides drei Arten zu finden, wobei letztere auch in den an Brasilien angrenzenden Gebieten in Argentinien und Paraguay zu finden ist.

## Systematik

### Innere Systematik
Sowohl in den morphologisch begründeten Systematiken der Nachtschattengewächse nach William D’Arcy und Armando Hunziker als auch in der molekularbiologischen Systematik nach Richard Olmstead wird die Gattung in der Tribus Cestreae in der Unterfamilie Cestroideae platziert. Von Hunziker wird neben den Hammersträuchern (Cestrum) nur noch die monotypische Gattung Vestia zu dieser Tribus gezählt, worin auch D’Arcy und Olmstead übereinstimmen. D’Arcy platziert zudem noch Metternichia, Phrodus und damals noch nicht zu den Sessea zugeordneten Sesseopsis und Olmstead Metternichia in diese Tribus.

### Äußere Systematik
Innerhalb der Art werden etwa 27 Arten unterschieden.
Auswahl der Arten:
- Sessea brasiliensis Toledo: Sie kommt in Brasilien vor.[5]
- Sessea corymbiflora Goudot ex R.Taylor & R.Phillips: Kolumbien bis nordwestliches Venezuela.[6]
- Sessea farinosa (Urb. & Ekman) Francey: Haiti.[6]
- Sessea regnellii Taub.: Brasilien bis Argentinien.[6]
- Sessea stipulata Ruiz & Pav.: Ecuador bis westliches Bolivien.[6]
- Sessea vestioides (Schltdl.) Hunz.: Südliches Brasilien, Paraguay, Uruguay, nordöstliches Argentinien.[6]

Die Typusart ist Sessea stipulata.